# Devin Gray
Devin Antoine Gray  (Baltimore, Maryland; 31 de mayo de 1972 - Atlanta, Georgia; 17 de agosto de 2013) fue un jugador de baloncesto estadounidense. Con 2.01 de estatura, jugaba en la posición de alero.
Falleció el 17 de agosto de 2013 de un infarto agudo de miocardio.

## Equipos
- 1995-1996 Sioux Falls Skyforce
- 1996-1997 Sacramento Kings
- 1996-1997 San Antonio Spurs
- 1996-1997 Sioux Falls Skyforce
- 1996-1997 CB Sevilla
- 1997-1998 CB Valladolid
- 1998-1999 Sioux Falls Skyforce
- 1998-1999 Yakima Sun Kings
- 1999-2000 Houston Rockets
- 2000-2001 Marinos de Oriente